# Matale A
Matale A (auch Matale) ist ein Verwaltungsbezirk (Ward) des Distrikts Longido in der tansanischen Region Arusha.

## Geografie
Matale A liegt im Norden von Tansania. Im Norden grenzt es an Kenia, im Westen an den Natronsee und an den Bezirk Gelai Lumbwa, im Süden an Mundarara und im Osten an Engarenaibor.
Der Bezirk hat eine Fläche von 14 Quadratkilometern. Bei der Volkszählung 2022 lebten hier 8340 Menschen in 1796 Haushalten.

## Gliederung
Der Bezirk besteht aus zwei Gemeinden (Mtaa) mit sechs Orten (Kitongoji):
| Matale A - Alakirikir - Matakase - Matale C - Iringong'wen | Matale B - Emurutoto - Emesera |

## Wirtschaft und Infrastruktur
- Gesundheit: Im Bezirk liegen zwei staatliche Apotheken.[8][9]
- Bildung: Die Matale Secondary School ist eine staatliche, weiterführende Tagesschule mit einer Ausbildung bis zur 4. Stufe.[10]